# 吉田好寛
吉田 好寛（よしだ よしひろ、? ‐ 慶長20年5月7日〈1615年6月3日〉）は、日本の戦国時代から江戸時代にかけての武将。

## 概要
美濃国にて生誕。豊臣秀次に仕えたが秀次が自害した後は結城秀康に仕えた。兵事に詳しく深謀遠慮であったので秀康から非常に信頼され越前国足羽郡南江守に1万4千石を与えられた。1601年の北ノ庄城改築では三の丸と外曲輪の縄張りを行い総官となった。
秀康の跡を継いだ松平忠直にも引き続き仕え、大坂の陣に従軍し大坂の地理に詳しいことから先導を務めた。1615年5月6日の八尾・若江の戦いで松平忠直軍は苦戦する藤堂高虎軍などを助けなかったため徳川家康に「父の名を汚す者だ」と罵倒された。そこで好寛は本多富正らと相談し軍令を破って先鋒の前田利常を無視して前に出て天王寺・岡山での最終決戦で大戦果を上げた。
しかし好寛は軍令違反の罪を逃れられないと考え、責任を取って当日に天満川に入水自殺した。法名・顕忠院前正匠作節叟道義居士。死後は現在の福井市にある霊泉寺に葬られた。吉田家は好寛が亡くなると子孫が無く断絶した。